# Der Hölle Rache kocht in meinem Herzen
Pour les articles homonymes, voir Air de la Reine de la nuit.
Air de la Reine de la nuit

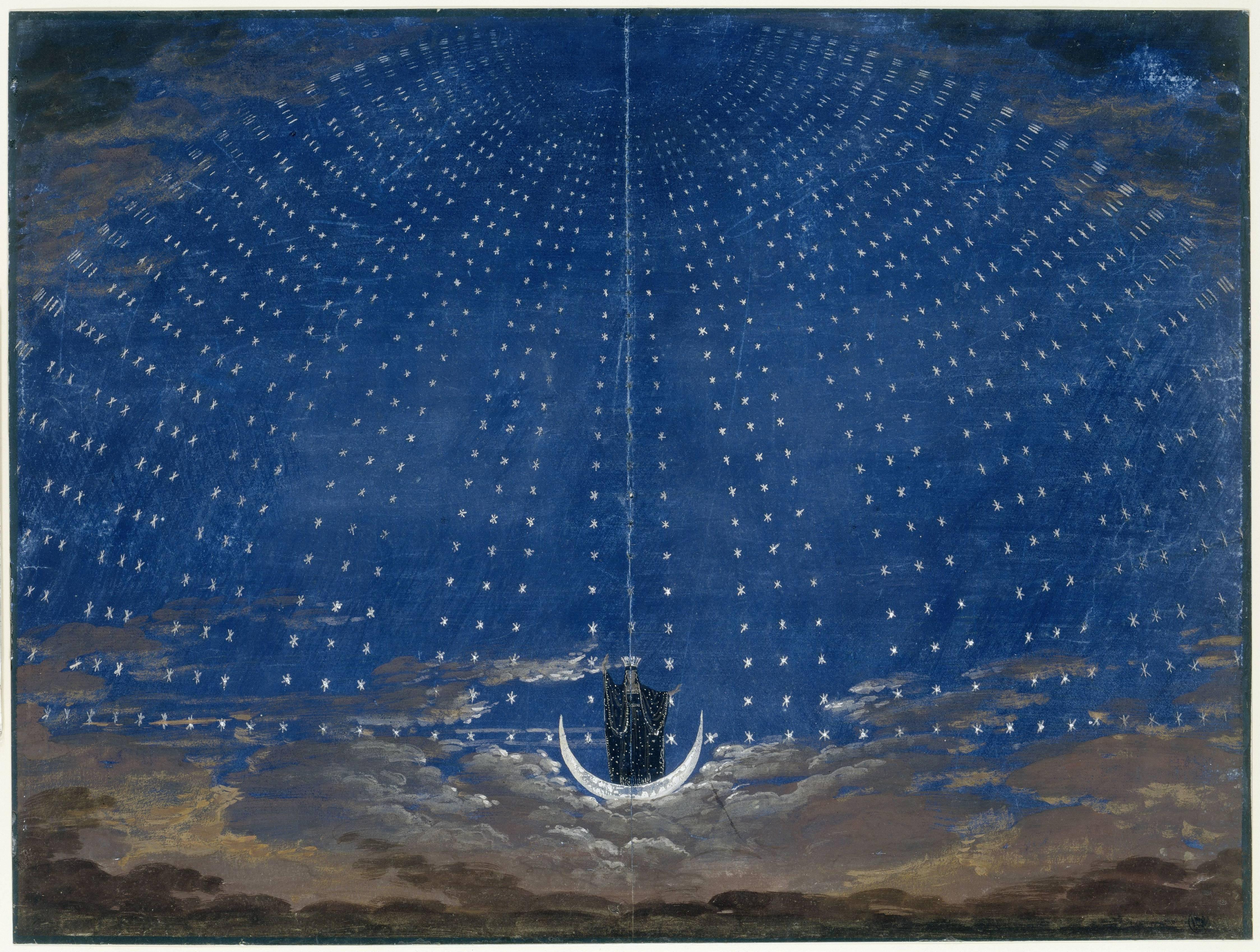
Proposition de mise en scène pour la première apparition de la Reine de la nuit (Karl Friedrich Schinkel, Berlin, 1815).

« Der Hölle Rache kocht in meinem Herzen » (Littéralement : « La vengeance de l'enfer bout en mon cœur ») est un air de l'opéra La Flûte enchantée de Mozart chanté au second acte par la Reine de la nuit en présence de sa fille Pamina. Culminant au contre-fa (fa5), il est considéré comme l'un des airs les plus virtuoses de l'art lyrique et requiert un soprano dramatique vocalisant avec aisance.

## Contexte
« Der Hölle Rache kocht in meinem Herzen » (couramment abrégé en « Der Hölle Rache ») est souvent appelé Air de la Reine de la nuit, bien que le personnage chante une autre aria (moins connue, mais non moins complexe et difficile) plus tôt dans l'opéra, « O zittre nicht, mein lieber Sohn ».
Situé dans le deuxième acte de l'opéra, à la scène 2, l'air dépeint l'accès de l'amour vengeur lors duquel la Reine de la Nuit donne un couteau à Pamina et lui enjoint de tuer le grand-prêtre Sarastro, menaçant même de la renier si elle ne lui obéit pas.

## Musique
L'air est écrit en ré mineur et orchestré pour flûtes, hautbois, bassons, cors, et trompettes par deux, timbales et cordes. C'est un orchestre plus large que pour « O zittre nicht » : il comprend la totalité (en dehors des trombones) des instruments employés dans l'opéra.
Il est largement réputé pour être une œuvre nécessitant de grandes capacités vocales. Son ambitus est de deux octaves, du fa3 à fa5, le soprano devant chanter plusieurs contre-fa. Le contexte de l'exhortation vengeresse au meurtre exige une voix avec une puissance et une charge dramatique importante (notamment entre si3 et si4.), requérant plus un « soprano dramatique d'agilité » qu'un « soprano léger ».

## Texte
Le texte est tiré du livret en allemand d'Emanuel Schikaneder, ami de Mozart qui jouait aussi le rôle de l'oiseleur Papageno (baryton) lors de la première représentation à Vienne le 30 septembre 1791.
| Der Hölle Rache kocht in meinem Herzen; Tod und Verzweiflung flammet um mich her! Fühlt nicht durch dich Sarastro Todesschmerzen, So bist du meine Tochter nimmermehr! Verstossen sei auf ewig, verlassen sei auf ewig, Zertrümmert sei'n auf ewig alle Bande der Natur Wenn nicht durch dich Sarastro wird erblassen! Hört! Hört! Hört, Rachegötter! Hört der Mutter Schwur! |  |  | La vengeance de l'enfer bout dans mon cœur ; La mort et le désespoir dardent autour de moi ! Si Zarastro ne ressent pas la douleur de la mort par toi, Tu n’es plus ma fille, non plus jamais ! Que soient à jamais bannis, à jamais perdus, À jamais détruits tous les liens de la nature Si Zarastro n’expire pas par ton bras ! Entendez ! Entendez ! Entendez, dieux de vengeance ! Entendez le serment d’une mère ! |
Sur le plan de la versification, le texte consiste en un quatrain en pentamètre iambique (ce qui constitue une exception dans l'opéra essentiellement en tétramètre iambique), suivi par un quatrain en trimètre iambique puis par un couplet final en pentamètre, sous la forme [ABAB] [CCCD] [ED].

## Grandes interprètes de l'air
La première interprète de l'aria fut la belle-sœur de Mozart, Josepha Weber, alors âgée de trente-trois ans. Josepha avait une voix d'un registre extrêmement élevé et d'une grande agilité et sans doute Mozart, familier de ses capacités vocales, a-t-il écrit ces deux grandes arias à son intention.
On raconte que Mozart lui-même fut très impressionné par la performance vocale de sa belle-sœur. L'anecdote ressort d'une lettre écrite en 1840 par le compositeur Ignaz von Seyfried, et relate que dans la nuit de sa mort (le 4 décembre 1791), Mozart aurait chuchoté à Constanze :

« Silence, silence ! Hofer est en train de prendre son contre-fa ; maintenant ma belle-sœur est en train de chanter sa seconde aria, Der Hölle Rache ; comme elle attaque et comme elle tient fermement son si bémol : “Hört ! Hört ! Hört ! der Mutter Schwur !” »

Un grand nombre de sopranos modernes ont chanté à la scène et enregistré l'air parmi lesquelles : Diana Damrau, Natalie Dessay, Cristina Deutekom, Edita Gruberova, Sumi Jo, Erika Miklósa, Edda Moser, Mado Robin (en français) Roberta Peters, Lucia Popp, Luciana Serra, Beverly Sills, Rita Streich, Cheryl Studer, Dame Joan Sutherland, Patricia Petibon, Aline Kutan, Desirée Rancatore et Sabine Devieilhe.

## Dans la culture
- En 1984, June Anderson interprète l'aria en anglais dans le film Amadeus.
- En 2009, une adaptation rock et instrumentale de l'aria fait partie des premières musiques de la bande originale film d'animation La Véritable Histoire du chat botté réalisé par Jérôme Deschamps. Elle est composée par Moriarty.